# Kościół Niepokalanego Serca Najświętszej Maryi Panny w Łabuniu Wielkim
Kościół Niepokalanego Serca Najświętszej Maryi Panny w Łabuniu Wielkim – katolicki kościół filialny zlokalizowany we wsi Łabuń Wielki w gminie Resko, w powiecie łobeskim (województwo zachodniopomorskie). Należy do parafii Niepokalanego Poczęcia Najświętszej Maryi Panny w Resku.

## Historia i architektura
Kościół został zbudowany w XIX wieku na miejscu wcześniejszej, XV-wiecznej świątyni. Wzniesiony z cegły na kamiennej podmurówce, na planie prostokąta, posiada od wschodu wyodrębnione, zamknięte pięciobocznie prezbiterium. Kryty jest dwuspadowym, ceramicznym dachem. Nad zachodnią częścią korpusu nawowego nasadzona jest czworoboczna, drewniana wieża o konstrukcji szkieletowej. Wnętrze kościoła nakrywa drewniany, belkowany strop.
Po II wojnie światowej kościół został poświęcony jako świątynia katolicka w dniu 1 września 1945 roku. 